# Grande-Rivière
Grande-Rivière – dawna gmina we Francji, w regionie Burgundia-Franche-Comté, w departamencie Jura. W 2013 roku populacja ówczesnej gminy wynosiła 453 mieszkańców. 
W dniu 1 stycznia 2019 roku z połączenia dwóch ówczesnych gmin – Château-des-Prés oraz Grande-Rivière – powstała nowa gmina Grande-Rivière Château. Siedzibą gminy została miejscowość Le Guillons. 